# Xianren-grot
De Xianren-grot (Chinees: 仙人洞, Xiānrén dòng, "grot van de onsterfelijken") is, tezamen met de nabijgelegen rotsschuilplaats van Diaotonghuan (吊桶 环 / 吊桶 環, Diàotǒnghuán), een archeologische vindplaats in het dorp Dayuan (大 源 镇) in het arrondissement Wannian in de provincie Jiangxi, China. Er zijn scherven van prehistorisch aardewerk en sporen van vroege rijstteelt gevonden. De naam van de grot verwijst naar de legendarische taoïstische feeën en onsterfelijken. De grot is 7 m hoog, 11 m breed en 14 m diep.
Een publicatie uit 2012 in het tijdschrift Science kondigde het hier gevonden oudst bekende aardewerk ter wereld aan, gedateerd op het Laatste Glaciale Maximum (tussen 20.000 en 19.000 jaar BP).
De locatie staat sinds 25 juni 2001 onder catalogusnummer 54 op de vijfde lijst van belangrijke historische en culturele sites die op nationaal niveau worden beschermd.

## Datering
De grot werd opgegraven in de jaren zestig, daarna opnieuw van de jaren negentig tot 2009. De laatste opgravingscampagnes werden afgesloten met C14-dateringen.
De stratigrafie laat zien dat de grot tussen 29.000 en 17.500 jaar BP werd bewoond en, na een onbewoonde fase, en opnieuw tussen 14.500 en 12.000 jaar BP. 

## Oudste aardewerk
De datering van de omringende sedimenten maakte het mogelijk een recordleeftijd van 20.000 tot 19.000 jaar BP van de aardewerkscherven vast te stellen. Het was geproduceerd door rondtrekkende jager-verzamelaars tijdens het Laatste Glaciale Maximum, zo'n 10.000 jaar voor het ontstaan van de eerste landbouw.
De scherven zijn de overblijfselen van ruw gevormde potten en kommen, waarschijnlijk ongeveer 20 centimeter in doorsnee, slecht afgevuurd en gemakkelijk te breken. Schroeiplekken en resten van roet aan de buitenkant doen vermoeden dat ze werden gebruikt om te koken. Door de extreme kou tijdens het glaciale maximum zou er voedseltekort zijn ontstaan. Gekookt voedsel levert meer energie op dan rauw voedsel, dus het bereiden van maaltijden op het vuur had mensen kunnen helpen te overleven.

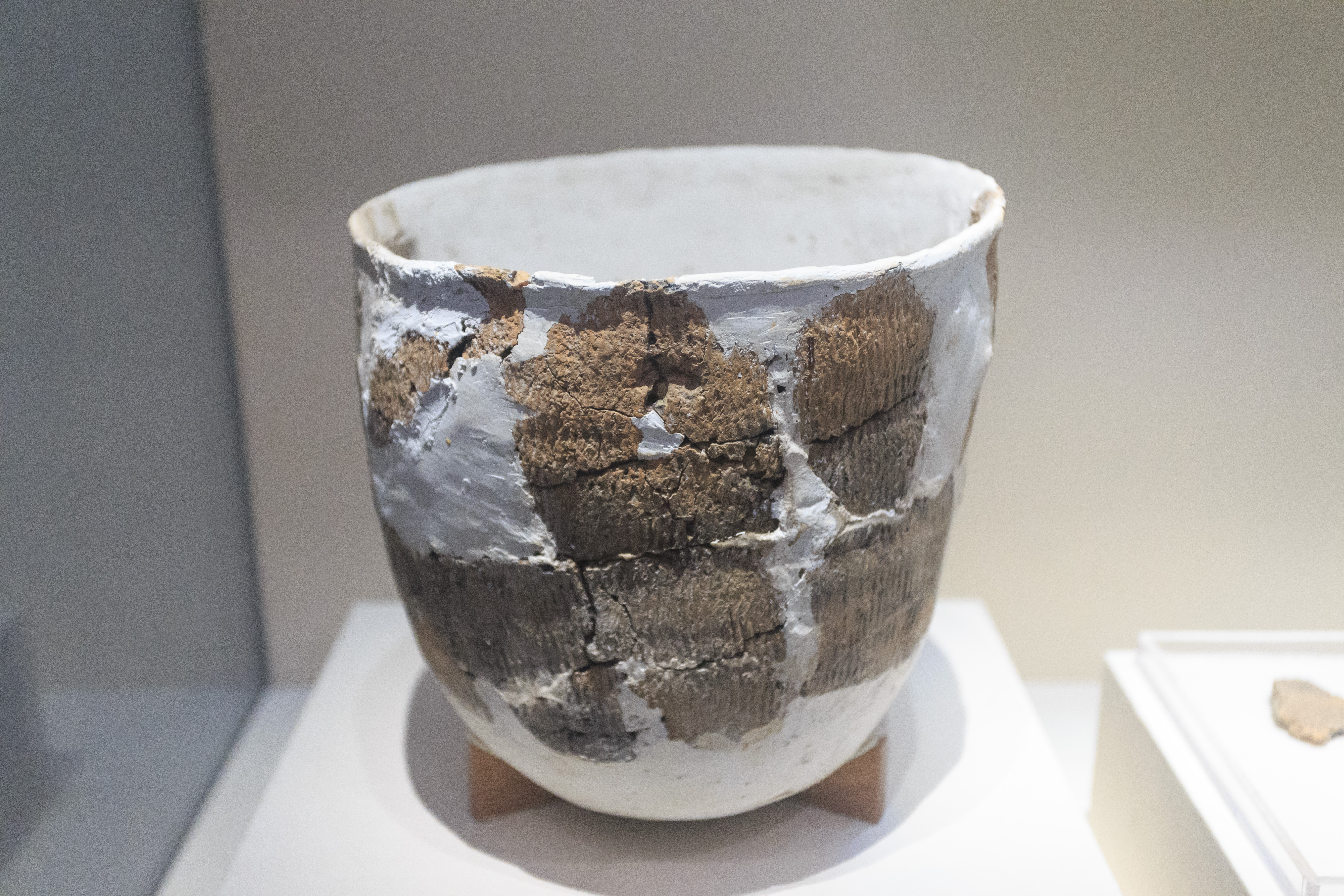
een andere, in 1962 gevonden pot werd C14-gedateerd op 8.875 ± 240 BP